# Visions From The Past
Visions From The Past Es un álbum compilado con algunas versiones en vivo, demos y bonus track de la banda Finlandesa de Power Metal Stratovarius fue lanzado a finales del 2003. Dividido en 2 partes.